# Campeonato Mundial de Halterofilismo de 1905
Em 1905 foram realizadas três edições do Campeonato Mundial de Halterofilismo.

## Torneio 1
O 6º Campeonato Mundial de Halterofilismo foi realizado em Berlim, na Alemanha entre 8 a 10 de abril de 1905. Participaram 41 halterofilistas de 4 nacionalidades distribuídas em três categorias. Essa foi a primeira edição organizada pela Federação Internacional de Halterofilismo fundada em 1905. 
Medalhistas
| Evento           | Ouro                        | Prata                        | Bronze                  |
| ---------------- | --------------------------- | ---------------------------- | ----------------------- |
| Leve (67,5 kg)   | Nikolaus Winkler · Alemanha | Albert Hansen · Alemanha     | Paul Grimm · Alemanha   |
| Médio (80 kg)    | Otto Walther · Alemanha     | Josef Lindinger · Alemanha   | Edmund Danzer · Áustria |
| Pesado (+ 80 kg) | Josef Steinbach · Áustria   | Karl Witzelsberger · Áustria | Franz Pitka · Áustria   |

## Torneio 2
O 7º Campeonato Mundial de Halterofilismo foi realizado em Duisburgo, na Alemanha entre 11 e 13 de junho de 1905. Participaram 7 halterofilistas de 2 nacionalidades filiadas à IWF. 
Medalhistas
| Evento           | Ouro                      | Prata                       | Bronze                 |
| ---------------- | ------------------------- | --------------------------- | ---------------------- |
| Categoria aberta | Josef Steinbach · Áustria | Heinrich Neuhaus · Alemanha | Alois Selos · Alemanha |

## Torneio 3
O 8º Campeonato Mundial de Halterofilismo foi realizado em Paris, na França entre 16 a 30 de dezembro de 1905. Participaram 16 halterofilistas de 2 nacionalidades filiadas à IWF distribuídas em três categorias. 
Medalhistas
| Evento           | Ouro                      | Prata                        | Bronze                     |
| ---------------- | ------------------------- | ---------------------------- | -------------------------- |
| Leve (67,5 kg)   | Pierre Buisson · França   | Charles Liébault · França    | Marcel Bouteiller · França |
| Leve (67,5 kg)   | Pierre Buisson · França   | Charles Liébault · França    | Robert Fredon · França     |
| Médio (80 kg)    | André Dufour · França     | Miche Blayac · França        | Roger Morbu · França       |
| Pesado (+ 80 kg) | Émile Schweitzer · França | Jean-Pierre Péchaud · França | Gustave Laqueille · França |

## Quadro final de medalhas
| Ordem | País     | Medalha de ouro | Medalha de prata | Medalha de bronze | Total |
| ----- | -------- | --------------- | ---------------- | ----------------- | ----- |
| 1     | França   | 3               | 3                | 4                 | 10    |
| 2     | Alemanha | 2               | 3                | 2                 | 7     |
| 3     | Áustria  | 2               | 1                | 2                 | 5     |
| Total | Total    | 7               | 7                | 8                 | 22    |